# Seinfeld (sezonul 4)
Seinfeld este un sitcom american, creat de Larry David și Jerry Seinfeld (care, în plus, joacă rolul principal).  Episodul pilot al serialului a fost transmis în 5 iulie 1989, serialul propriu-zis debutând în mai 1990.  Deși n-a avut succes imediat, popularitatea sa a crescut cu timpul, încetul cu încetul.  În 1992 - 1993, în sezonul al IV-lea, s-a aflat pentru prima dată în topul 25 al serialelor după audiență, pentru ca în sezonul 1994 - 1995 să ajungă pe locul întâi.  Când ultimul episod al serialului a fost transmis pe 14 martie 1998, a fost vizionat de 76 milioane de telespectatori. 

## Lista de episoade
| №  | #  | Titlul                | Regia        | Scenariul                                                                             | Premiera           | Cod de producție |
| -- | -- | --------------------- | ------------ | ------------------------------------------------------------------------------------- | ------------------ | ---------------- |
| 41 | 1  | „The Trip: Part 1”    | Tom Cherones | Larry Charles                                                                         | 12 august 1992     | 401              |
| 42 | 2  | „The Trip: Part 2”    | Tom Cherones | Larry Charles                                                                         | 19 august 1992     | 402              |
| 43 | 3  | „The Pitch”           | Tom Cherones | Larry David                                                                           | 16 septembrie 1992 | 403              |
| 44 | 4  | „The Ticket”          | Tom Cherones | Larry David                                                                           | 16 septembrie 1992 | 404              |
| 45 | 5  | „The Wallet”          | Tom Cherones | Larry David                                                                           | 23 septembrie 1992 | 405              |
| 46 | 6  | „The Watch”           | Tom Cherones | Larry David                                                                           | 30 septembrie 1992 | 406              |
| 47 | 7  | „The Bubble Boy”      | Tom Cherones | Larry David & Larry Charles                                                           | 7 octombrie 1992   | 407              |
| 48 | 8  | „The Cheever Letters” | Tom Cherones | Scenariu de: Larry David Povestire de: Larry David, Elaine Pope & Tom Leopold         | 28 octombrie 1992  | 408              |
| 49 | 9  | „The Opera”           | Tom Cherones | Larry Charles                                                                         | 4 noiembrie 1992   | 409              |
| 50 | 10 | „The Virgin”          | Tom Cherones | Scenariu de: Peter Mehlman Povestire de: Peter Mehlman, Peter Farrelly & Bob Farrelly | 11 noiembrie 1992  | 410              |
| 51 | 11 | „The Contest”         | Tom Cherones | Larry David                                                                           | 18 noiembrie 1992  | 411              |
| 52 | 12 | „The Airport”         | Tom Cherones | Larry Charles                                                                         | 25 noiembrie 1992  | 412              |
| 53 | 13 | „The Pick”            | Tom Cherones | Scenariu de: Larry David Povestire de: Larry David & Marc Jaffe                       | 16 decembrie 1992  | 413              |
| 54 | 14 | „The Movie”           | Tom Cherones | Steve Skrovan, Bill Masters & Jon Hayman                                              | 6 ianuarie 1993    | 414              |
| 55 | 15 | „The Visa”            | Tom Cherones | Peter Mehlman                                                                         | 27 ianuarie 1993   | 415              |
| 56 | 16 | „The Shoes”           | Tom Cherones | Larry David & Jerry Seinfeld                                                          | 4 februarie 1993   | 417              |
| 57 | 17 | „The Outing”          | Tom Cherones | Larry Charles                                                                         | 11 februarie 1993  | 416              |
| 58 | 18 | „The Old Man”         | Tom Cherones | Scenariu de: Larry Charles Povestire de: Bruce Kirschbaum                             | 18 februarie 1993  | 418              |
| 59 | 19 | „The Implant”         | Tom Cherones | Peter Mehlman                                                                         | 25 februarie 1993  | 419              |
| 60 | 20 | „The Junior Mint”     | Tom Cherones | Andy Robin                                                                            | 18 martie 1993     | 421              |
| 61 | 21 | „The Smelly Car”      | Tom Cherones | Larry David & Peter Mehlman                                                           | 15 aprilie 1993    | 422              |
| 62 | 22 | „The Handicap Spot”   | Tom Cherones | Larry David                                                                           | 13 mai 1993        | 420              |
| 63 | 23 | „The Pilot: Part 1”   | Tom Cherones | Larry David                                                                           | 20 mai 1993        | 423              |
| 64 | 24 | „The Pilot: Part 2”   | Tom Cherones | Larry David                                                                           | 20 mai 1993        | 424              |